# August Stramm
August Albert Bernhard Stramm, född 29 juli 1874 i Münster, död 1 september 1915 i Slaget vid Horodec (Schlacht bei Horodec i nuvarande Davyd-Haradok (Давыд-Гарадок), öster om Kobryn, Brests voblast, Belarus), var en expressionistisk dramatiker och nyskapande poet från Westfalen i det preussiska kejsardömet Tyskland. Han finns ännu inte representerad med något verk på svenska (år 2021).

## Biografi
Stramm växte upp i en katolsk familj i Münster, Düren, Eupen och Aachen som son till Gottfried Michael Stramm och Anna Maria, född Heise. Hans far var en före detta yrkessoldat som gjorde civil karriär inom Postverket, vilket bland annat innebar att familjen flyttade från plats till plats. 1893 tog August Stramm studenten vid kungliga Kaiser Wilhelms Gymnasium i Aachen (nuvarande Einhard Gymnasium). För sin far, som nu var övertelegrafassistent och ledningsrevisor, fick han inte studera teologi utan måste - motvilligt - söka sig till Postverket. Stramm fick anställning där och blev snart postsekreterare. Med vissa avbrott bodde han åren 1897-1905 i Bremen, de tre första åren verksam inom Sjöposttjänsten mellan kejsardömet och USA, på oceanångarrutten Bremen/Hamburg-New York. Längre fortbildningsuppehåll i USA förekom, liksom föreläsningar i olika ämnen vid Post- och telegrafskolan i Berlin. 1902 ledde detta till en examen inom förvaltningen. Den 9 november samma år gifte han sig med Else Krafft (1877-1947). 1903 och 1904 föddes barnen Ingeborg och Helmuth. 1905 bosatte sig familjen i Berlin, där Stramm studerade vid sidan av arbetet. 1909 promoverades han vid Universität Halle-Wittenberg; ämnet för hans avhandling var ett enhetligt världsporto. Samma år befordrades Stramm till postinspektör.

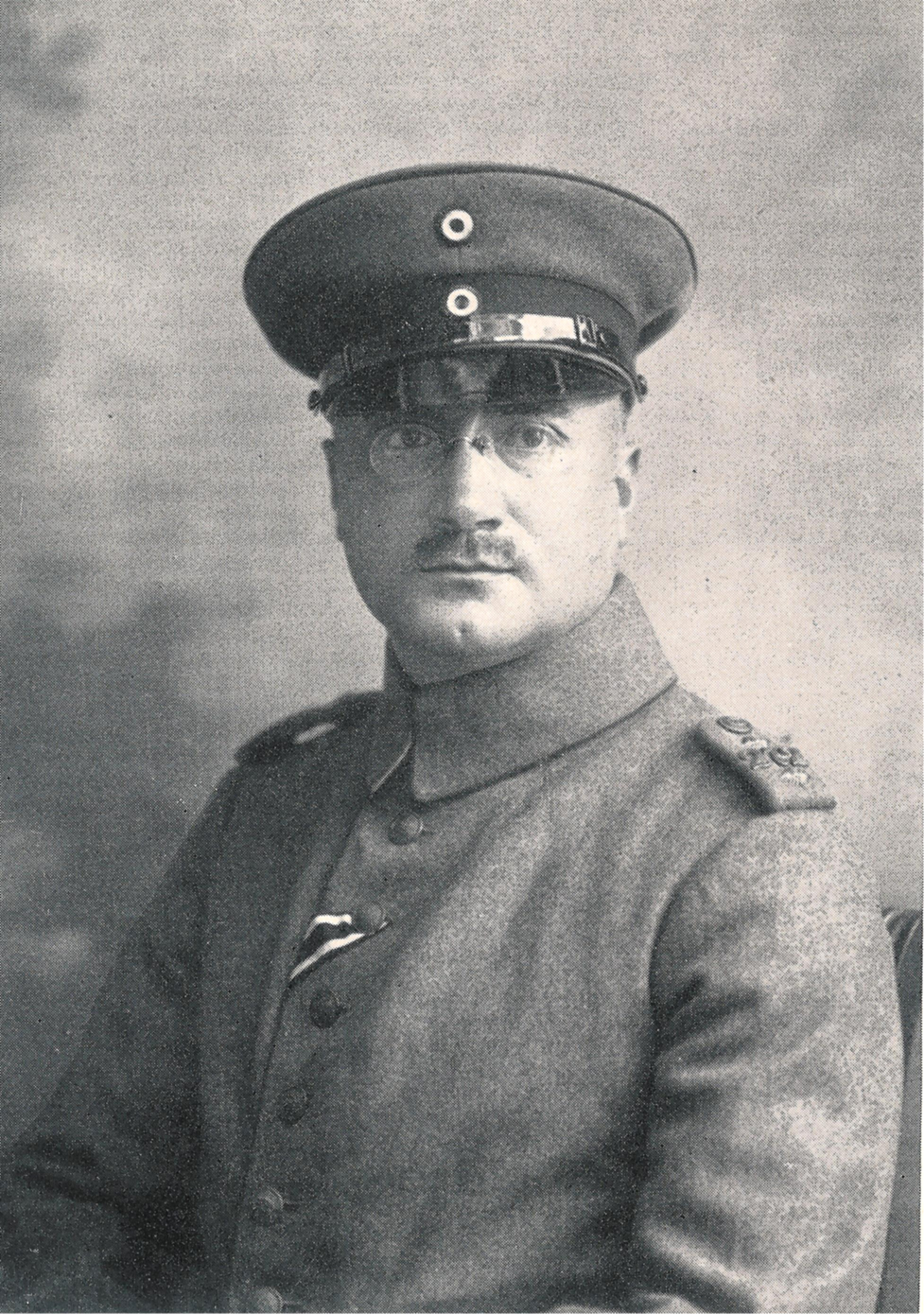
August Stramm, 1915.

Stramm hade 1896-97 gjort militärtjänst som ettårs-frivillig. När krig förklarades i augusti 1914 blev han inkallad som kapten för reservstyrkor inom Badens armé, infanteriregemente 110, stationerat bakom fronten vid Oberrhein i Alsace. I januari 1915 blev han kompanichef för den nybildade 82 reservdivisionens infanteriregemente 272. Detta regemente stred i ett ställningskrig vid Chaulnes (Somme) på västfronten. I slutet av februari 1915 tilldelades Stramm Järnkorset av andra klassen. I april kom han tillsammans med sitt regemente till östfronten och deltog i Slaget om Gorlice-Tarnów i början av maj. Den 19 maj utsågs han till bataljonskommendör och fick efter flera framgångsrika slag motta ett österrikiskt-ungerskt förtjänstkors, men stupade under Slaget vid Horodec, den 1 september 1915. Han sköts i huvudet under ett anfall mot ryska ställningar i Pripjatträsken vid floden Prypjats kanalförbindelse med Västra Bug, den så kallade Dnepr-Bugkanalen. Han begravdes dagen efter på en kyrkogård i det närliggande lilla judiska samhället som på ryska heter David Gorodok, på tyska Horodec, på vitryska Davyd-Haradok.
August Stramms grav, där även sonen Helmuth vilar, finns sedan 1920-talet på Südwestkirchhof Stahnsdorf i södra Berlin.

### Diktexempel
Stramms stil var överraskande och ny. Den utmärkte sig genom att fullständigt strunta i såväl traditionella lyriska former som grammatik och språk. Texter som Patrouille har till exempel ett enkelt språk, reducerat till mestadels substantiv med inslag av neologismer.
| Patrouille Die Steine feinden Fenster grinst Verrat Äste würgen Berge Sträucher blättern raschlig Gellen Tod. | Patrull Stenarna fientligar Fönster flinar svek Grenar stryper Berg Buskar bläddrar prassligt Gäll Död. |

Genom sin knapphet, hårdhet och de långt gångna språkexperimenten avtecknar sig Stramms dikter tydligare än dikter av andra, tidiga expressionister som exempelvis Georg Heym och Theodor Däubler. Medan de senare mestadels ännu var tydligt påverkade av den litterära neoromantikens jugendstil (1890-1915) och symbolismens ännu kvardröjande litteratur, satte Stramms språkmontage fart mot det moderna bortom horisonten. De sönderhackade rytmerna, meningarnas och ordens fragmentariska karaktär gör dessutom Stramms dikter till övertygande lyriska vittnesbörder från världskriget. Knappt någon annan författare lyckades ge en lika passande form åt de helt nya erfarenheter som den vardagliga fasan i detta första maskinkrig väckte.
Redan efter de första publiceringarna i Sturm tog unga författare intryck av Stramms stil, däribland  Kurt Heynicke, Walter Mehring och Kurt Schwitters. Även på den expressionistiska prosan av exempelvis Alfred Döblin hade Stramms språkliga stil inflytande. Till senare läsare av Stramm hör bland andra Arno Schmidt, Gerhard Rühm och Ernst Jandl.

### Verk utgivna medan Stramm levde
Herwarth Walden drev även ett förlag under samma namn som tidskriften Der Sturm. På detta förlag gav han ut en samling med 31 kärleksdikter och flera av Stramms dramer (enaktare) medan författaren ännu levde. 
| Dramer - Sancta Susanna (1913) - Rudimentäre (1914) - Die Haidebraut (1914) - Erwachen (1914) - Kräfte (1915) | Dikter - Du. Liebesgedichte (1915) |

### Verk postumt utgivna
| Dramer - Die Bauern - Der Gatte - Die Unfruchtbaren - Geschehen Prosastycken - Der Letzte - Warten | Dikter - Die Menschheit - Vorfrühling - Weltwehe - Tropfblut. Gedichte aus dem krieg - Frostfeuer |

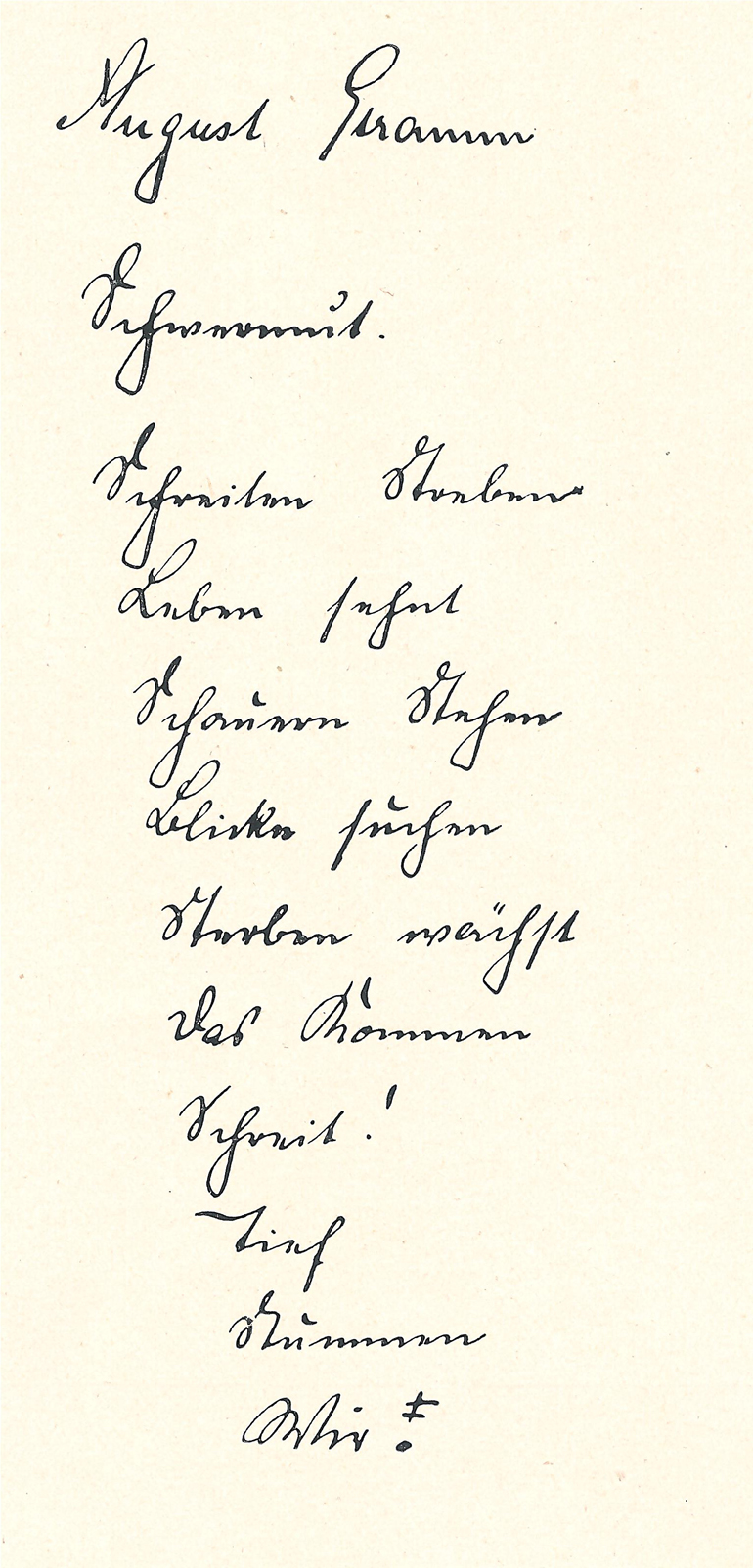
August Stramms handstil.

## Tonsättningar
- Milton Babbitt: DU: song cycle for soprano and piano; [text: August Stramm, Du (Liebesgedichte) (1915)], (Hillsdale, N.Y. : Boelke-Bomart, 1957), tyska 11 s. [musiktryck: International contemporary series]
- Paul Hindemith: Sancta Susanna: ein Akt: Op. 21. (Mainz : Schott, 1921), tyska, 40 s. Libretto: August Stramm, efter hans enaktare Sancta Susanna (1912-13) [musiktryck]. Uruppfördes 26 mars 1922 på Opernhaus i Frankfurt. Operan utgör tredje och sista delen i en operatriptyk som byggde på expressionistiska teaterpjäser. Första delen är Mörder, Hoffnung der Frauen (op. 12) med libretto av Oskar Kokoschka, andra delen är Nusch-Nuschi (op. 20) med libretto av Franz Blei.

### Samlingsutgåvor
- René Radrizzani (red.): August Stramm. Das Werk. Lyrik und Prosa (Limes Verlag, Wiesbaden, 1963)
- J.D. Adler and J.J. White: August Stramm: Kritische Essays und unveröffentlichtes Quellenmaterial aus dem Nachlaß des Dichters [6] (Erich Schmidt Verlag, Berlin, 1979) ISBN 978-0-85457-078-2
- M. Trabitzsch (red.): Briefe an Nell und Herwarth Walden (Berlin, 1988)
- Jeremy Adler (red.): Alles ist Gedicht. Briefe, Gedichte, Bilder, Dokumente (Arche-Verlag, Zürich 1990) ISBN 3-7160-2068-0
- Jeremy Adler (red.): Die Dichtungen. Sämtliche Gedichte, Dramen, Prosa (Piper, München, 1990) ISBN 3-492-10980-2
- Jörg Drews (red.): August Stramm. Gedichte. Dramen. Prosa. Briefe. (Stuttgart, 1997)

### Sekundärlitteratur
- Poul Borum: Poetisk modernism (1968), s 79–80
- Elmar Bozzetti: Untersuchungen zu Lyrik und Drama August Stramms. (München, 1961)
- Joseph L. Brockington: Vier Pole expressionistischer Prosa : Kasimir Edschmid, Carl Einstein, Alfred Döblin, August Stramm (Lang, New York, 1987) ISBN 0-8204-0422-5
- Kristina Mandalka: August Stramm - Sprachskepsis und kosmischer Mystizismus im frühen zwanzigsten Jahrhundert. (Herzberg, 1992)
- Lothar Jordan (red.): August Stramm. Beiträge zu Leben, Werk und Wirkung. (Bielefeld 1995)
- Enno Stahl: Anti-Kunst und Abstraktion in der literarischen Moderne (1909-1933). (Frankfurt/Main, 1997) [= Forschungen zur Literatur- und Kulturgeschichte 61] (Kap. 4: Die Wortkunst des STURM-Kreises)
- Georg Philipp Rehage: "Wo sind Worte für das Erleben" : die lyrische Darstellung des Ersten Weltkrieges in der französichen und deutschen Avantgarde (G. Apollinaire, J. Cocteau, A. Stramm, W. Klemm) (Winter, Heidelberg, 2003) ISBN 3-8253-1352-2
- Petra Jenny Vock: "Der Sturm muß brausen in dieser toten Welt" - Herwarth Waldens 'Sturm' und die Lyriker des 'Sturm'-Kreises in der Zeit des Ersten Weltkriegs. (WVT, Trier 2006) ISBN 978-3-88476-825-9 (Kap. III: Der Erste Weltkrieg in der Dichtung des Sturm, 1. August Stramm, s. 196-258)